# Sibiu

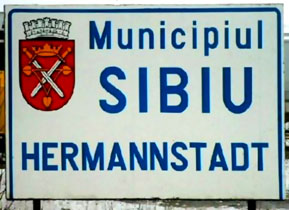

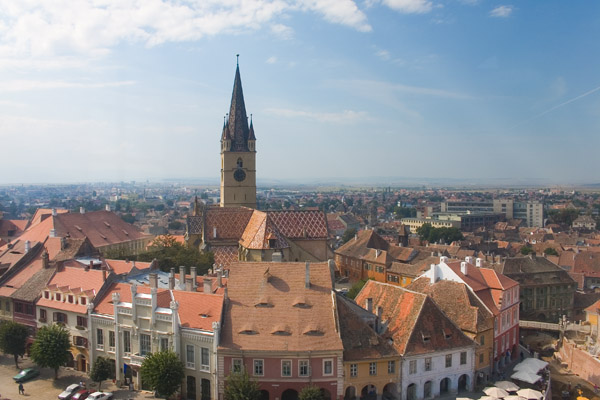
Vy över Sibiu.

Sibiu (tyska: Hermannstadt; ungerska: Nagyszeben) är en stad i Transsylvanien i centrala Rumänien. Staden är en av Transsylvaniens största och har 137 026 invånare (2011).

Fram till slutet av 1930-talet var de flesta av stadens invånare tyskar. Vid folkräkningen 2002 var dock mindre än två procent av befolkningen av denna härkomst. En annan noterbar minoritet i staden är ungrarna, som utgjorde cirka två procent år 2002. År 2007 var Sibiu Europas kulturhuvudstad. 

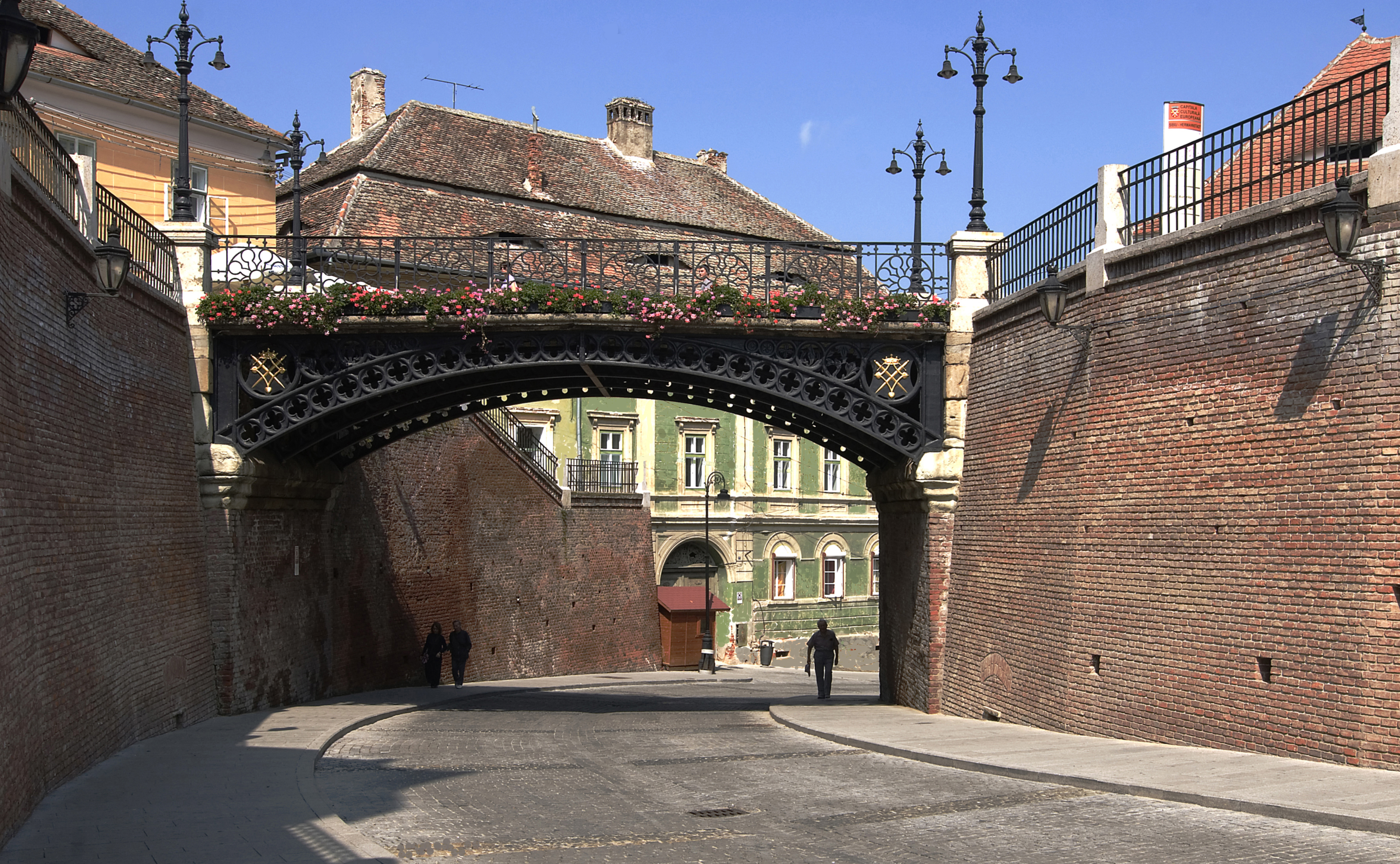
Ljugarbron
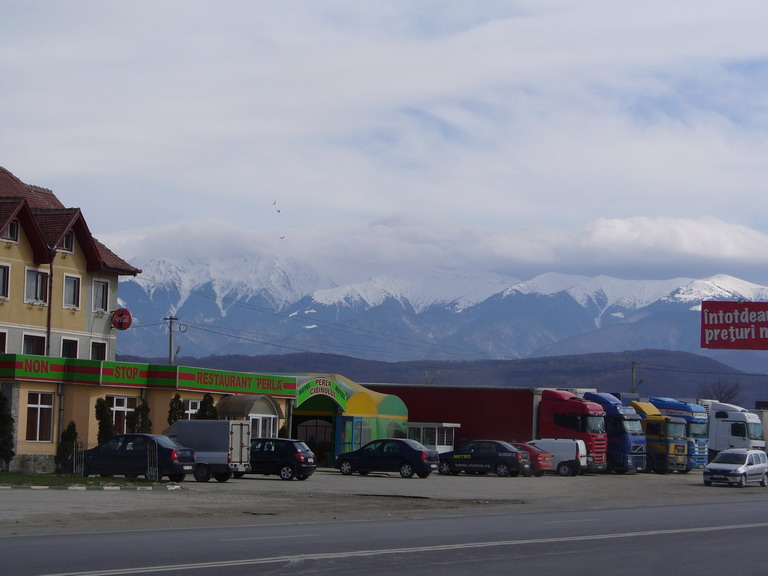
Den del av Karpaterna som heter Fagaras.
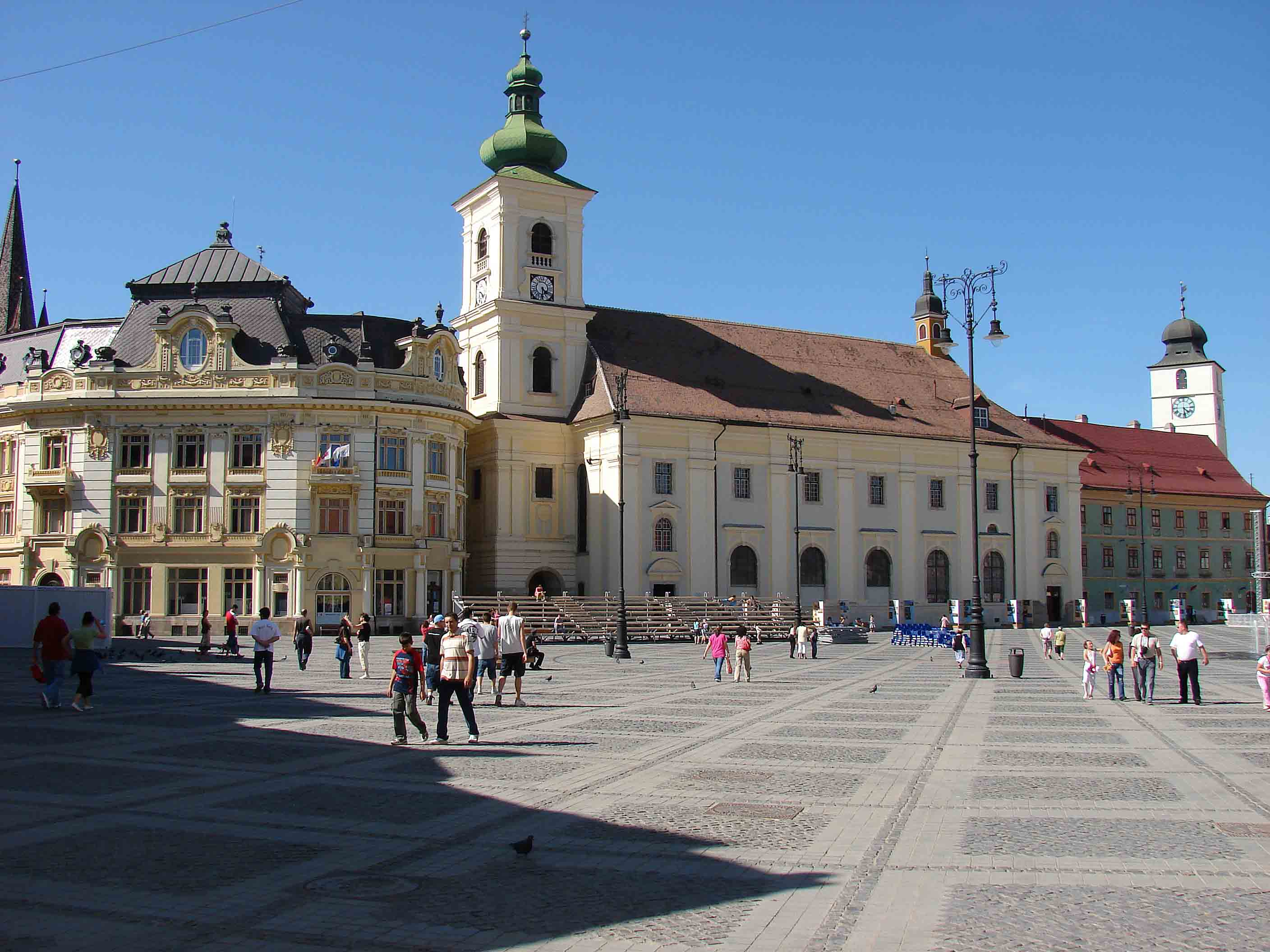
Stora torget med katolska kyrkan. Till höger skymtar rådhustornet.
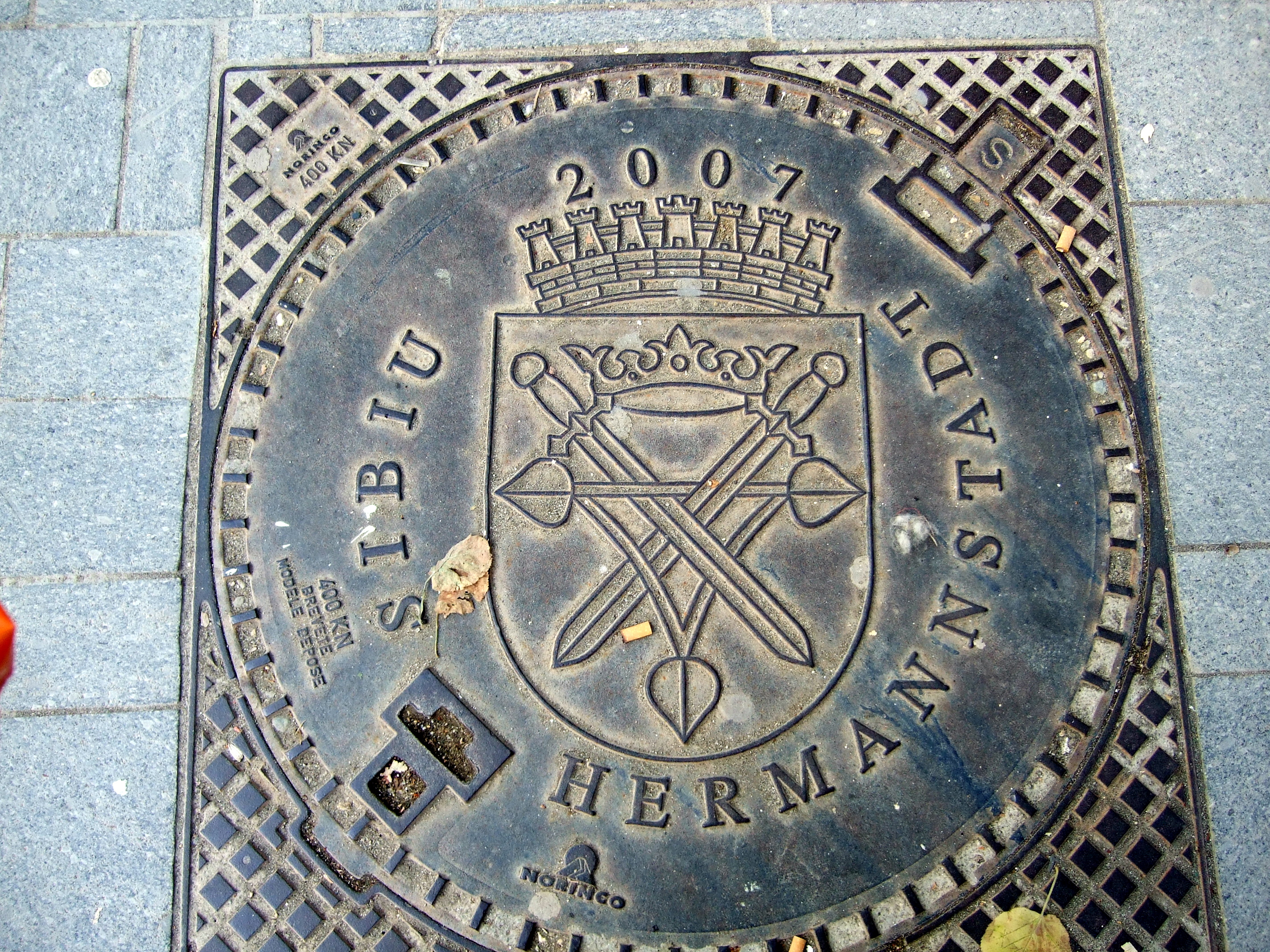
Sibiu ligger i det tyskarna kallade Siebenbürgen (sju torn).
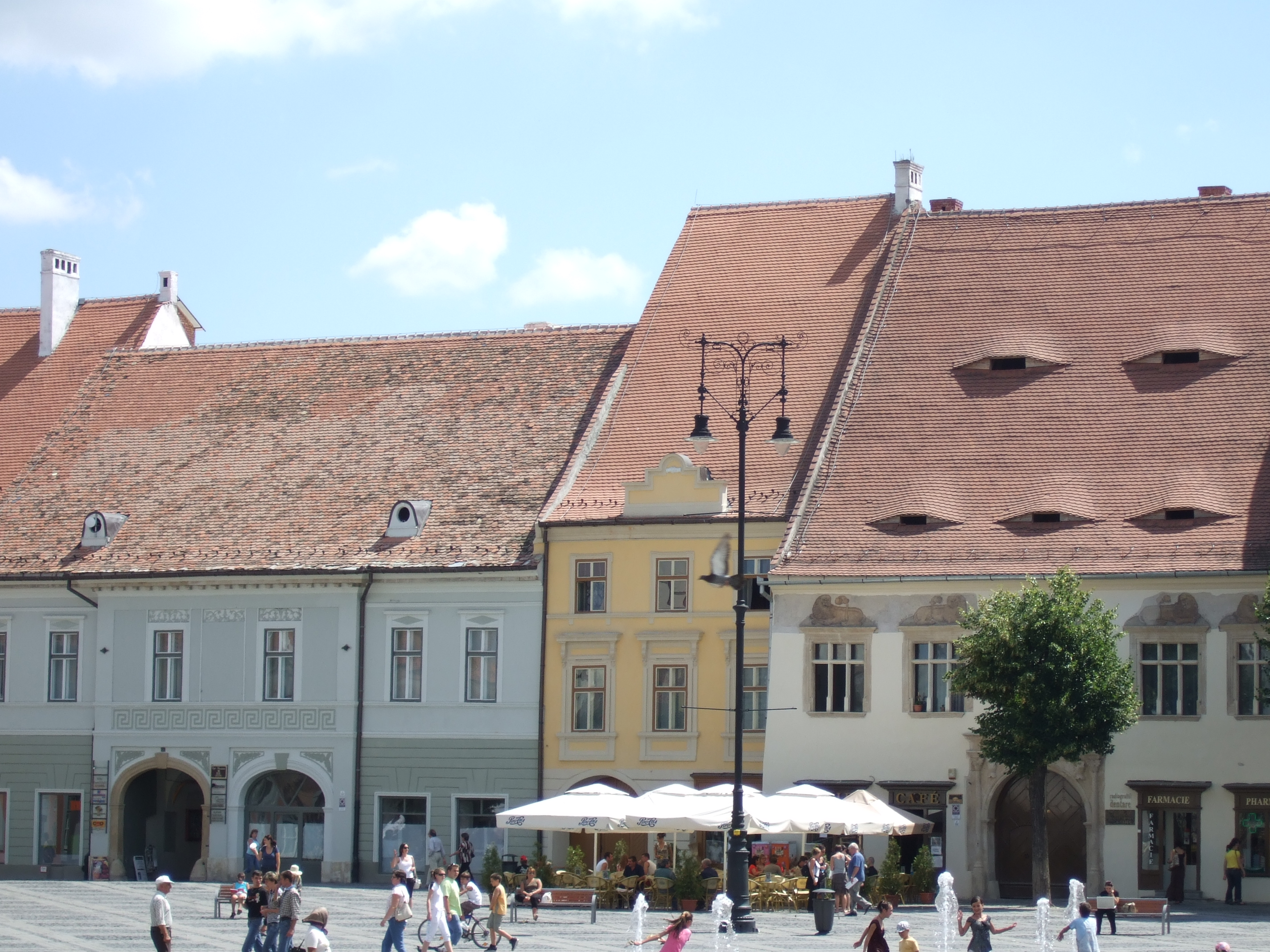
Sibiu kallas ibland för "Ögonstaden" för att vindfönstren liknar just det.